# Harmston
Harmston is een civil parish in het bestuurlijke gebied North Kesteven, in het Engelse graafschap Lincolnshire met 709 inwoners.